# St. James Building
El edificio St. James es un edificio histórico en el centro de Jacksonville, Florida, que actualmente alberga el Ayuntamiento de Jacksonville. Fue diseñado por el arquitecto Henry John Klutho e inaugurado en 1912. Una de las muchas estructuras en el centro de Jacksonville diseñadas por Klutho después del Gran Incendio de 1901, se considera su obra maestra de Prairie School.
Está ubicado en 117 West Duval Street, en el antiguo sitio del St. James Hotel. Fue diseñado como un edificio de uso mixto que contiene el Cohen Bros. Grandes almacenes (posteriormente May Cohens). La tienda por departamentos cerró en 1987, dejando el edificio vacío. En 1993 fue comprado por la Ciudad de Jacksonville bajo el plan River City Renaissance, con la intención de remodelarlo como el nuevo Ayuntamiento. Reabrió en 1997. El 18 de abril de 2012, el Capítulo de Florida del Instituto Estadounidense de Arquitectos colocó el edificio en su lista de Arquitectura de Florida: 100 años. 100 lugares.

## Historia

### St. James hotel
El St. James Building original era un hotel construido y propiedad de inversionistas de Connecticut después de la guerra civil estadounidense. Además de albergar a 500 invitados, contaba con un ascensor de pasajeros y un restaurante con excelente cocina. La instalación incluía una lavandería, una barbería, una sala de vinos, una oficina de telégrafos y salas de lectura. Las orquestas itinerantes realizaron conciertos para los invitados, que incluían gente de la alta sociedad, celebridades y ricos. En el apogeo de la popularidad de Jacksonville, 65.000 personas pasaron el invierno en el norte de Florida. El hotel era tan prominente que la plaza pública al otro lado de la calle, conocida como "City Park", se cambió a "St. James Park".
El Gran Incendio de Jacksonville de 1901 destruyó la mayor parte de la ciudad, incluido el St. James original. El dueño de la propiedad de St. James, JR Campbell, quería reconstruir, pero no tenía los recursos. El hotel Windsor, ubicado junto al St. James, se reconstruyó rápidamente y pudo comprar el terreno de St. James a Campbell, que tenía problemas de liquidez, para evitar que se construyera un hotel de la competencia en el centro. Jacob y Morris Cohen compraron la propiedad St. James del Windsor después de acordar no construir un hotel.

### Grandes almacenes de los hermanos Cohen
En marzo de 1910, Klutho acordó diseñar un edificio encargado por Jacob Elias Cohen para los grandes almacenes Cohen Brothers. Entre las propuestas enviadas a los Cohen estaba un llamativo diseño para un edificio de cuatro plantas, el doble de lo solicitado. Klutho propuso un diseño de "uso mixto" que contendría pequeñas tiendas en el exterior del primer piso con los grandes almacenes en el interior y en el segundo piso. Los pisos tercero y cuarto contendrían oficinas en alquiler. Convenció a los hermanos de que su estructura se convertiría en el centro comercial de Jacksonville y aceptaron su idea.
Klutho no solo diseñó el edificio, sino que también actuó como gerente de construcción utilizando el método acelerado, por el cual el trabajo comienza antes de que se complete el diseño. El proyecto se terminó en menos de un año y medio, utilizando 200 trabajadores calificados. La estructura recibió el nombre de St. James Building y fue el mayor logro de Klutho. Cuando se inauguró el 21 de octubre de 1912, era la estructura más grande de Jacksonville y ocupaba una manzana entera. El edificio St. James fue el artículo destacado en The Western Architect y el trabajo de Klutho se destacó en toda la revista en junio de 1914.
La característica interior más llamativa fue un 75 Cúpula de cristal octogonal de pies, que servía de lucernario. Los ascensores eran "jaulas" abiertas que daban a los pasajeros una vista de la tienda. El exterior del edificio estaba decorado con grandes ornamentos abstractos de terracota.
Los hermanos Cohen operaron su tienda hasta que The May Department Stores Company la compró en 1958, renombrándola como May Cohens. Se abrieron otras cuatro tiendas May Cohen en centros comerciales de la ciudad y la tienda del centro en el edificio St. James se cerró en julio de 1987.

### Ayuntamiento
La ciudad de Jacksonville compró el edificio en 1993 como parte del River City Renaissance, un plan presentado por el alcalde Ed Austin que incluía $24 millones para comprar y restaurar St. James como el nuevo ayuntamiento. El objetivo era trasladar las oficinas gubernamentales al centro de la ciudad, alrededor de Hemming Plaza.
Saxelbye, Powell, Roberts & Ponder Architects fueron elegidos para lo que era más una restauración que una renovación. Se requirió la demolición de todas las paredes y tabiques interiores para eliminar los efectos de renovaciones anteriores. un 75 Se reconstruyó una cúpula de vidrio octogonal de pies después de que se retirara a principios de 1927 para construir un espacio más rentable, para disgusto de Klutho, quien comentó que "se mató un lugar de exhibición" y sacó sus oficinas del edificio en protesta. En la restauración de la década de 1990, el cambio principal con respecto al diseño original fue la cúpula, que se montó en el techo del cuarto piso, en lugar de entre el segundo y el tercer piso. Se requería una mejora de la infraestructura para cumplir con los códigos de construcción actuales, los requisitos de accesibilidad para discapacitados y ser energéticamente eficiente. El nuevo Ayuntamiento en el edificio St. James se inauguró el 12 de diciembre de 1997. La Sociedad Histórica de Jacksonville describió el edificio St. James como "una de las obras de arte más monumentales de Jacksonville (y) uno de los ayuntamientos más bellos de Estados Unidos".

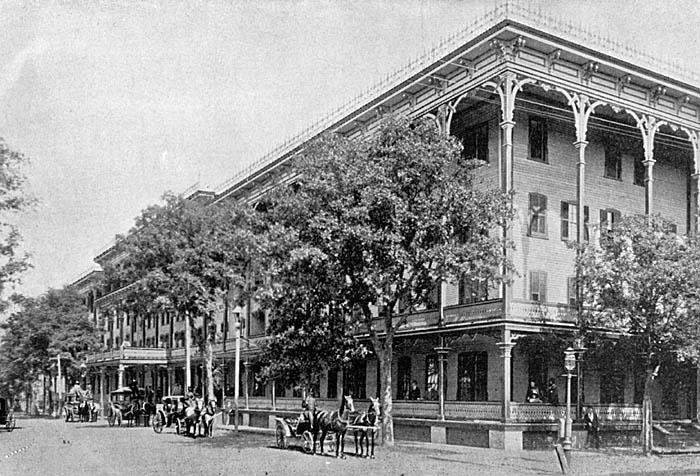
St. James Hotel ca. 1893
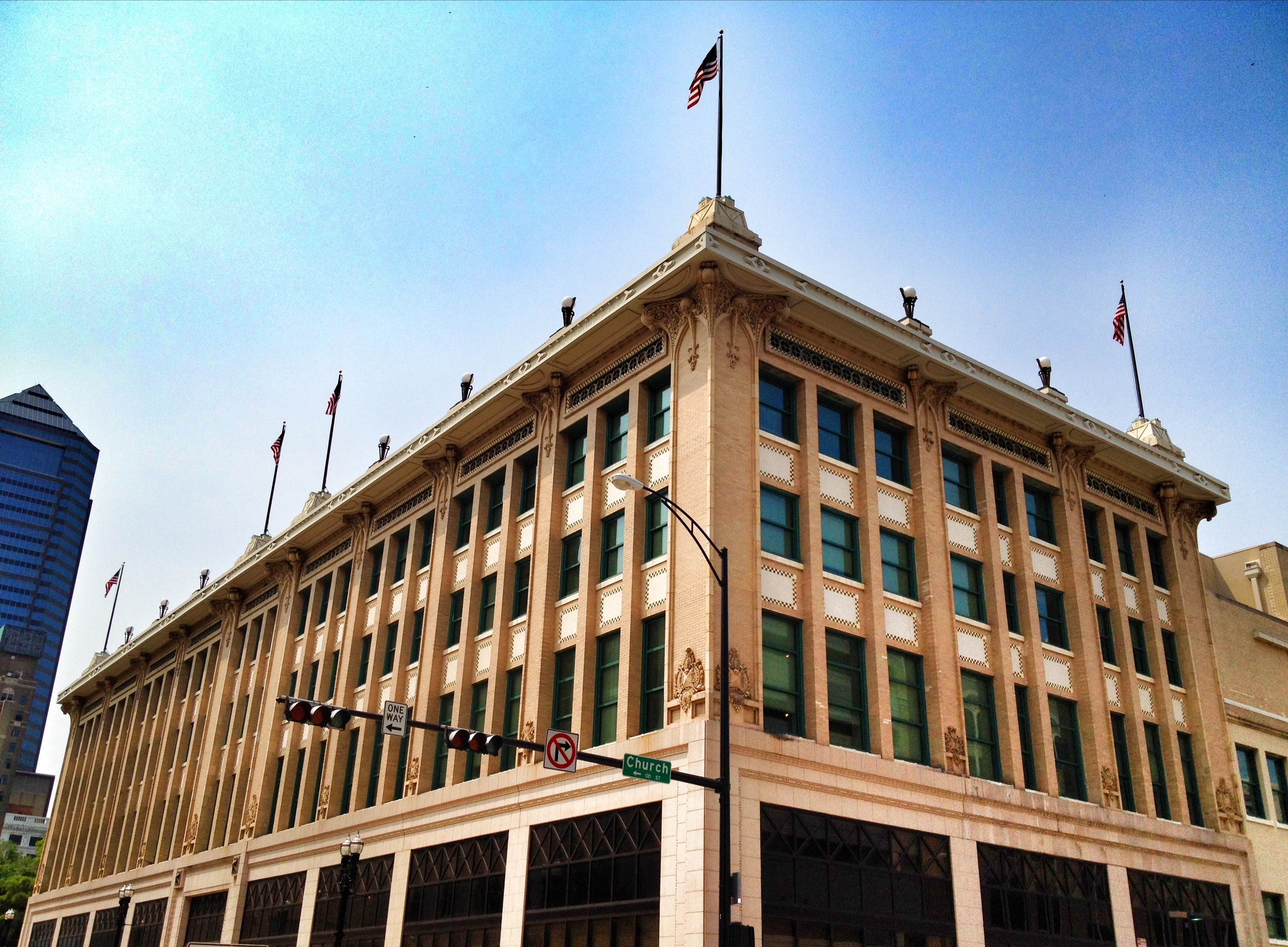
City Hall, 2012
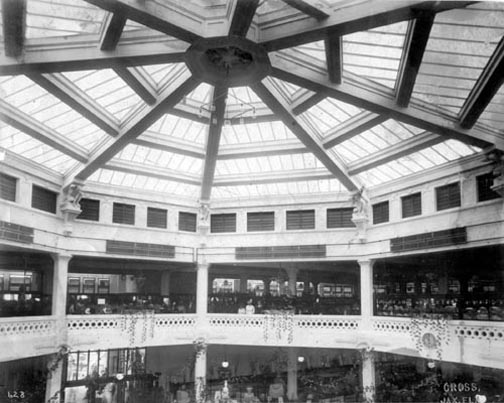
Octagonal, 75 ft glass dome ca. 1912
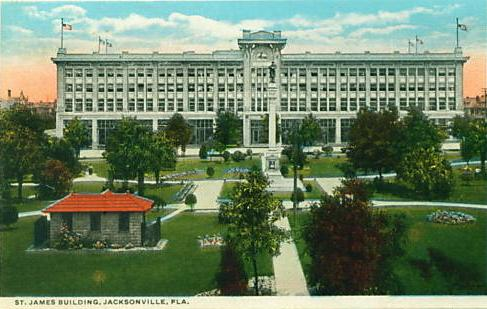
St. James Building postcard ca. 1915
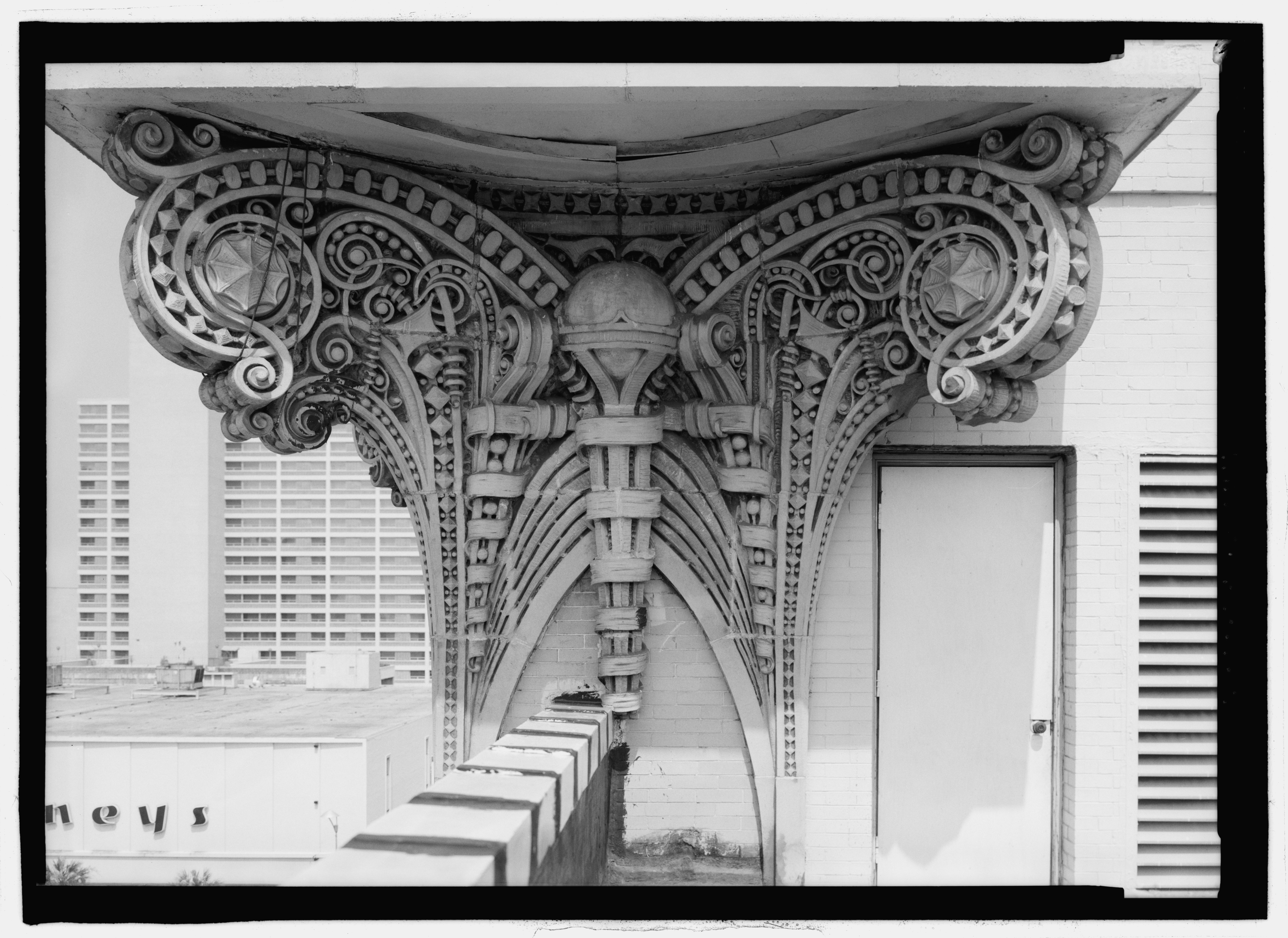
Detail of pilaster capital
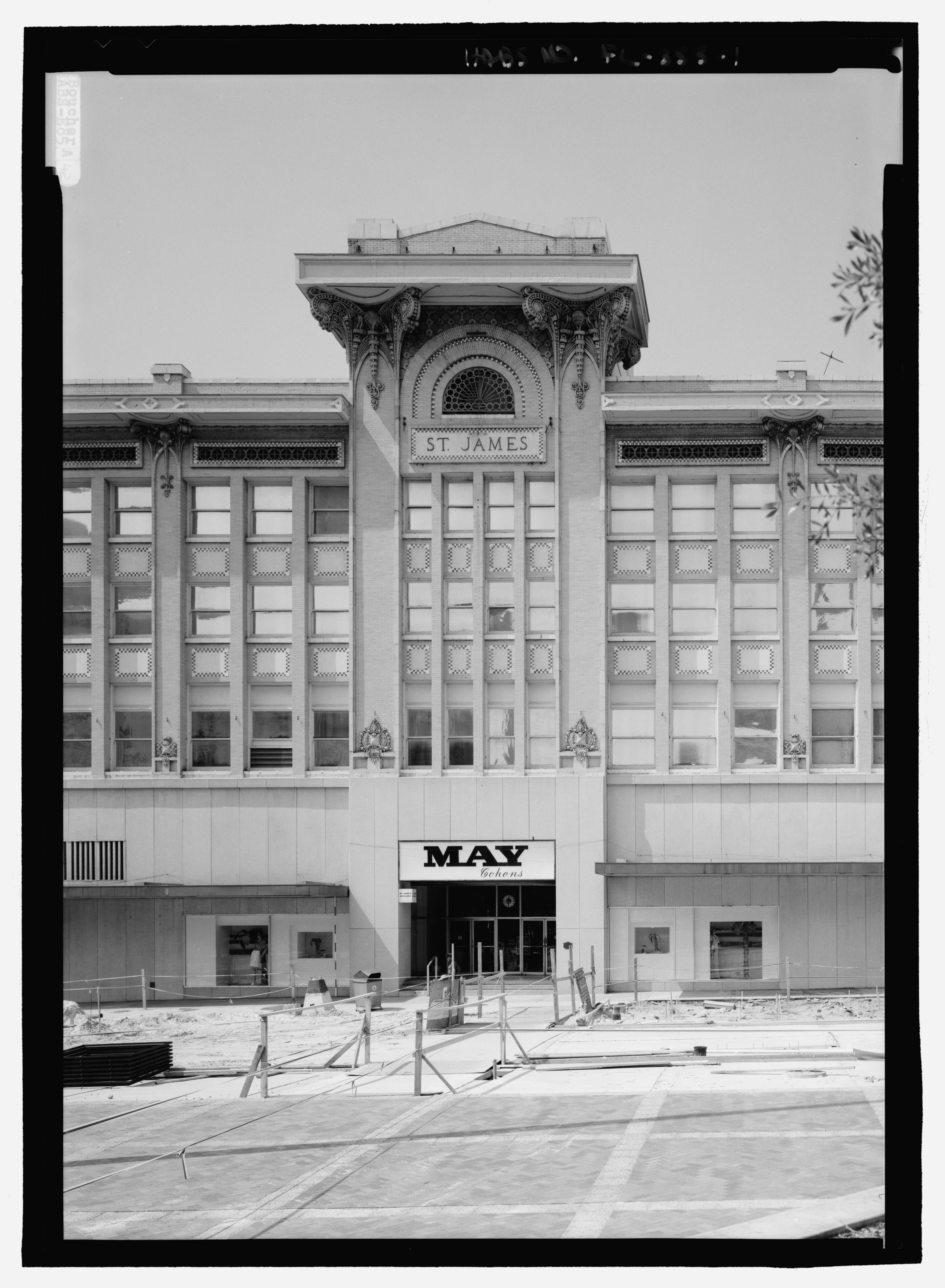
Entrance of May Cohan
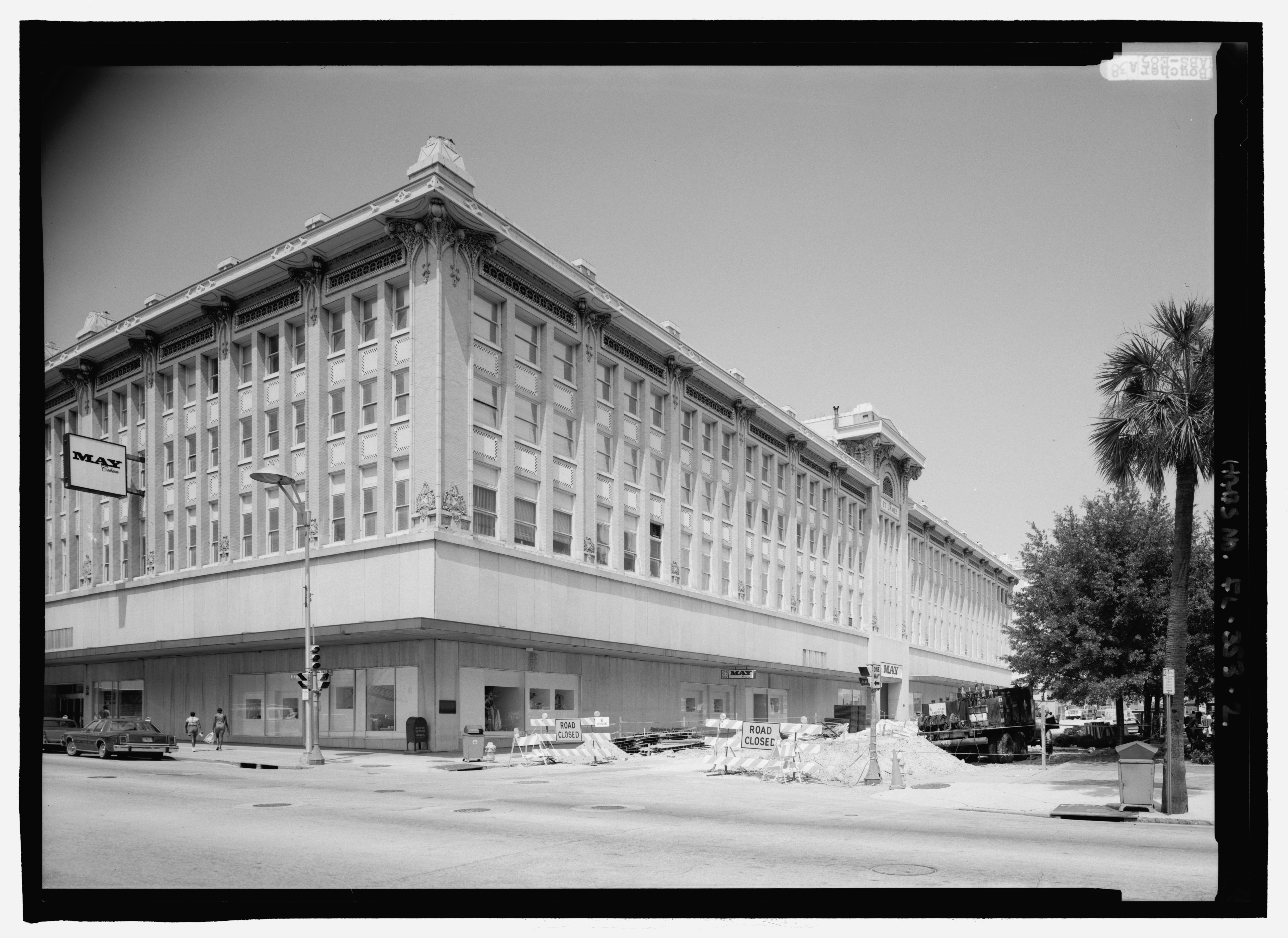
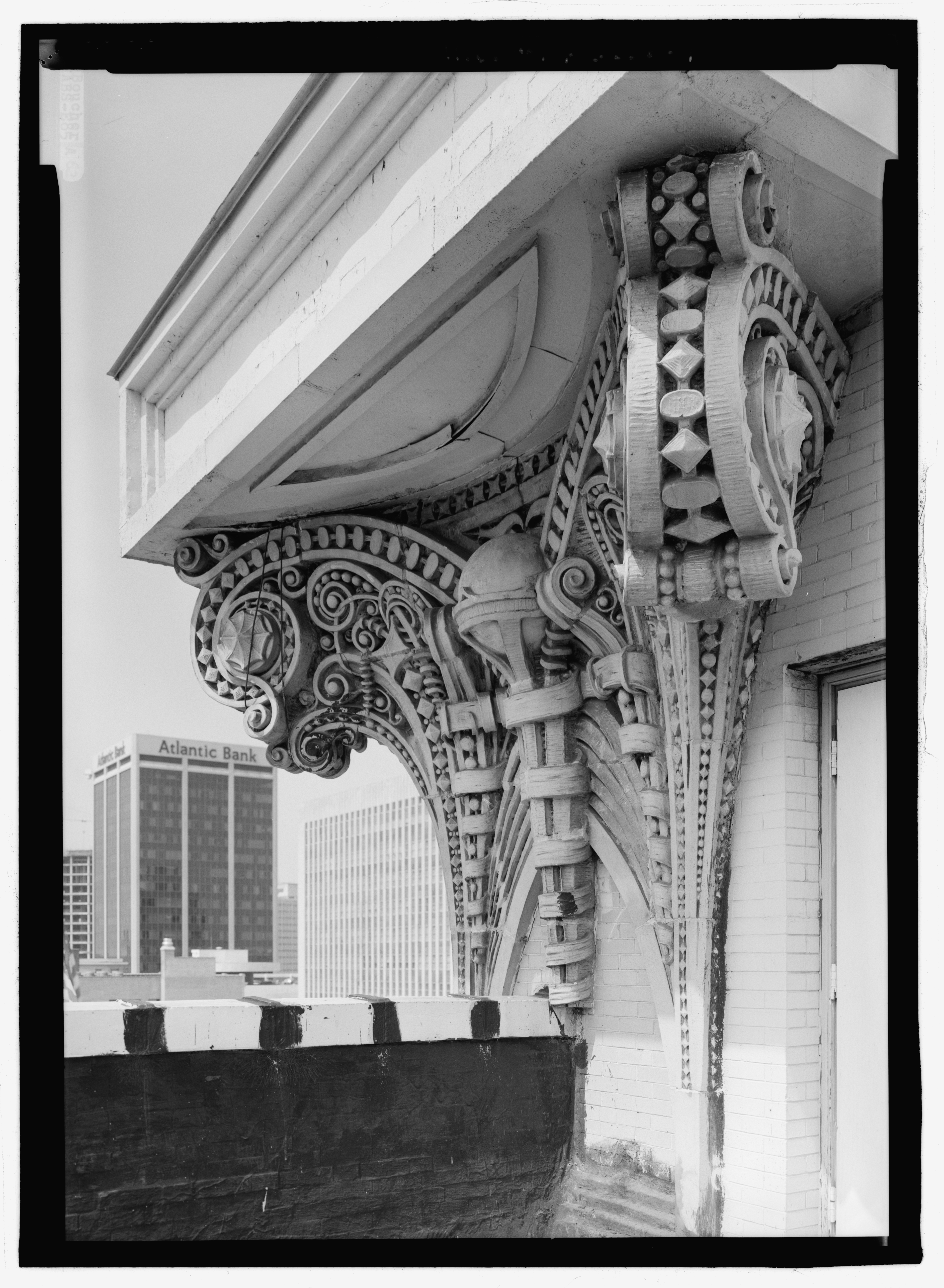

## Otras lecturas
- Broward, Robert C. Una obra maestra de la escuela Prairie: la historia del edificio St. James . Sociedad Histórica de Jacksonville, 1997.
- Broward, Robert C. La arquitectura de Henry John Klutho . Prensa de la Universidad del Norte de Florida, 1983.